# Лебединка (Новосибірська область)
Лебединка (рос. Лебединка) — присілок у Убінському районі Новосибірської області Російської Федерації.
Входить до складу муніципального утворення Пешковська сільрада. Населення становить 36 осіб (2010).

## Історія
Згідно із законом від 2 червня 2004 року органом місцевого самоврядування є Пешковська сільрада.

## Населення
| 2002 | 2007 | 2010 |
| ---- | ---- | ---- |
| 51   | ↘44  | ↘36  |